# Frank Auerbach
Frank Helmut Auerbach (Berlijn, 29 april 1931 – Londen, 11 november 2024) was een Britse kunstschilder van Duits-Joodse afkomst. 

## Levensloop
Zijn ouders stuurden Auerbach in 1939 als onderdeel van een kindertransport naar Engeland om aan het nazibewind en de jodenvervolging in Duitsland te ontkomen, maar kwamen zelf om in de Holocaust. Hij kwam terecht op een kostschool voor joodse vluchtelingen, waar hij al vroeg grote belangstelling bleek te ontwikkelen voor het kunstenaarschap, zowel voor de beeldende kunst als voor het toneel. Na de oorlog, in 1948, schreef hij zich in op de St. Martin's School of Art in Londen, waar hij tot 1952 de lessen volgde. Vervolgens studeerde hij aan het Royal College of Art (1952-1955) en had in 1956 zijn eerste solotentoonstelling in de Londense Beaux-Arts galerie. Rembrandt is een van zijn grote voorbeelden en inspiratiebronnen en hij trok veel op met zijn generatiegenoten Francis Bacon en Lucian Freud. 
In de jaren zestig 'beeldhouwde' Auerbach zijn doeken met centimeters dikke lagen verf, waardoor ze soms de aanblik van een reliëf kregen. Zijn thema is steeds de menselijke figuur. Hij werkt met een klein aantal modellen, die hij jarenlang in vele schilderijen portretteert.
In 1986 won hij de Golden Lion Award voor beste kunstenaar (gedeeld met Sigmar Polke) op de Biënnale van Venetië.
In 2013 werden zes van zijn werken in het Rijksmuseum in Amsterdam vertoond in combinatie met het werk van zijn grote held Rembrandt.
Auerbach overleed op 11 november 2024 in Londen. Hij werd 93 jaar oud.
- Art Gallery of South Australia: 2922
- Bibsys: 90258090
- Biblioteca Nacional de Chile: 000075629
- Biblioteca Nacional de España: XX873068
- Bibliothèque nationale de France: cb11957512z (data)
- Catàleg d'autoritats de noms i títols de Catalunya: 981059730262406706
- CiNii: DA16640486
- Gemeinsame Normdatei: 11901422X
- International Standard Name Identifier: 0000 0001 0877 7701
- Library of Congress Control Number: n83038772
- Nationale Bibliotheek van Letland: 000275514
- National Gallery of Victoria: 823
- Nationale Bibliotheek van Tsjechië: xx0269303
- Nationale bibliotheek van Australië: 35798221
- Nationale Bibliotheek van Israël: 987007257903105171
- Nationale Bibliotheek van Polen: a0000001187072
- Nederlandse Thesaurus van Auteursnamen: 069447721
- RKD-Nederlands Instituut voor Kunstgeschiedenis: 2932
- SNAC: w6k35sz3
- Système universitaire de documentation: 027561119
- Trove: 1092195
- Union List of Artist Names: 500023601
- Virtual International Authority File: 22150864
- WorldCat: E39PBJtmp8R3XKqFM6p3TBdYT3